# Alex Caskey
Alexander Caskey (Dunwoody, 22 luglio 1988) è un ex calciatore statunitense, di ruolo centrocampista.